# Stefan M. Grüll
Stefan M. Grüll (* 14. August 1961 in Bad Godesberg) ist ein deutscher Rechtsanwalt und Politiker (seit 2024 BSW, bis 2008 FDP). Von 2000 bis 2005 war er Abgeordneter im Landtag Nordrhein-Westfalen.

## Leben und Beruf
Nach dem Abitur am Aloisiuskolleg 1980 in Bad Godesberg und dem im Jahre 1980/81 abgeleisteten Wehrdienst bei der Bundeswehr (Reserveoffizier) absolvierte Grüll von 1981 bis 1983 eine Banklehre. Von 1983 bis 1988 studierte er Rechtswissenschaften an der Rheinischen Friedrich-Wilhelms-Universität in Bonn, wobei er 1992 seine Promotion erlangte. Seit 1994 ist er als Rechtsanwalt in Köln tätig und ist seit 2006 Berater für „Public and Political Affairs“.
Der FDP gehörte Stefan M. Grüll seit 1992 an. Von 1994 bis 2004 war er Vorsitzender der FDP Bonn-Bad Godesberg. Seit 1996 war er Mitglied im NRW-Landesvorstand der Partei. Grüll war enger Vertrauter Jürgen Möllemanns bis zur sogenannten Flugblattaffäre im Vorfeld der Bundestagswahl 2002. Im Juli 2008 verließ er die FDP. Zur Bundestagswahl 2009 erklärte er sich öffentlich als „bekennender, politisch motivierter Nichtwähler“, um ein Signal gegen die „Placebo-Rhetorik“ und die „Leidenschaftslosigkeit“ der Parlamentsparteien zu setzen.
Im Februar 2024 schloss sich Grüll dem Bündnis Sahra Wagenknecht an.

### Abgeordneter
Vom 2. Juni 2000 bis 2. Juni 2005 war Grüll Mitglied des Landtags von Nordrhein-Westfalen. Er war medienpolitischer Sprecher der FDP-Landtagsfraktion und bis 2002 stellvertretender Fraktionsvorsitzender. Darüber hinaus war er Mitglied im Haushalts- und Finanzausschuss sowie im parlamentarischen Kontrollgremium für den Verfassungsschutz.
Von 2000 bis 2008 war Grüll Mitglied der Landesmedienkommission NRW (Organ der Landesmedienanstalt).